# Igreja de Santo Olavo (Iorque)
A Igreja de Santo Olavo (em inglês:  St Olave's Church) é uma igreja anglicana em Iorque, Inglaterra. Está situada nos Jardins do Museu de Iorque, dentro das muralhas da Abadia de Santa Maria.
A igreja é dedicada a Olavo II da Noruega, padroeiro da Noruega. A Crônica Anglo-Saxônica de 1055 recorda 'Este ano morreu Siward, Conde de Nortúmbria.